# Nyeloh
Nyeloh is een bestuurslaag in het regentschap Sampang van de provincie Oost-Java, Indonesië. Nyeloh telt 4563 inwoners (volkstelling 2010).